# Evelyn M. Witkin
Evelyn M. Witkin, née Evelyn Maisel le 9 mars 1921 à New York et morte le 8 juillet 2023, est une généticienne américaine. Elle reçoit la National Medal of Science pour ses travaux sur la mutagénèse et la réparation de l'ADN.

## Biographie

### Formation et carrière
En 1944, Evelyn M. Witkin passe l'été au Cold Spring Harbor Laboratory (CSHL). Lors de son séjour, elle isole une variété de E. coli résistante aux ultraviolets, une première.
Elle retourne au CSHL en 1945 et y complète son PhD, qu'elle obtient en 1947. Elle est par la suite financée par la Carnegie Institution pour poursuivre son travail au CSHL jusqu'en 1955, puis travaille à Brooklyn au Downstate Medical Center de l'université d'État de New York jusqu'enl 1971. Cette année-là, elle est nommée professeur au Douglass College de l'université Rutgers.

### Famille
Evelyn M. Witkin a été mariée à  Herman A. Witkin (en). Parmi ses enfants, on compte Joseph Witkin, un urgentologue et membre fondateur de Sha Na Na, et Andrew Witkin (en), un informaticien. Elle a quatre petits enfants.

## Prix et distinctions

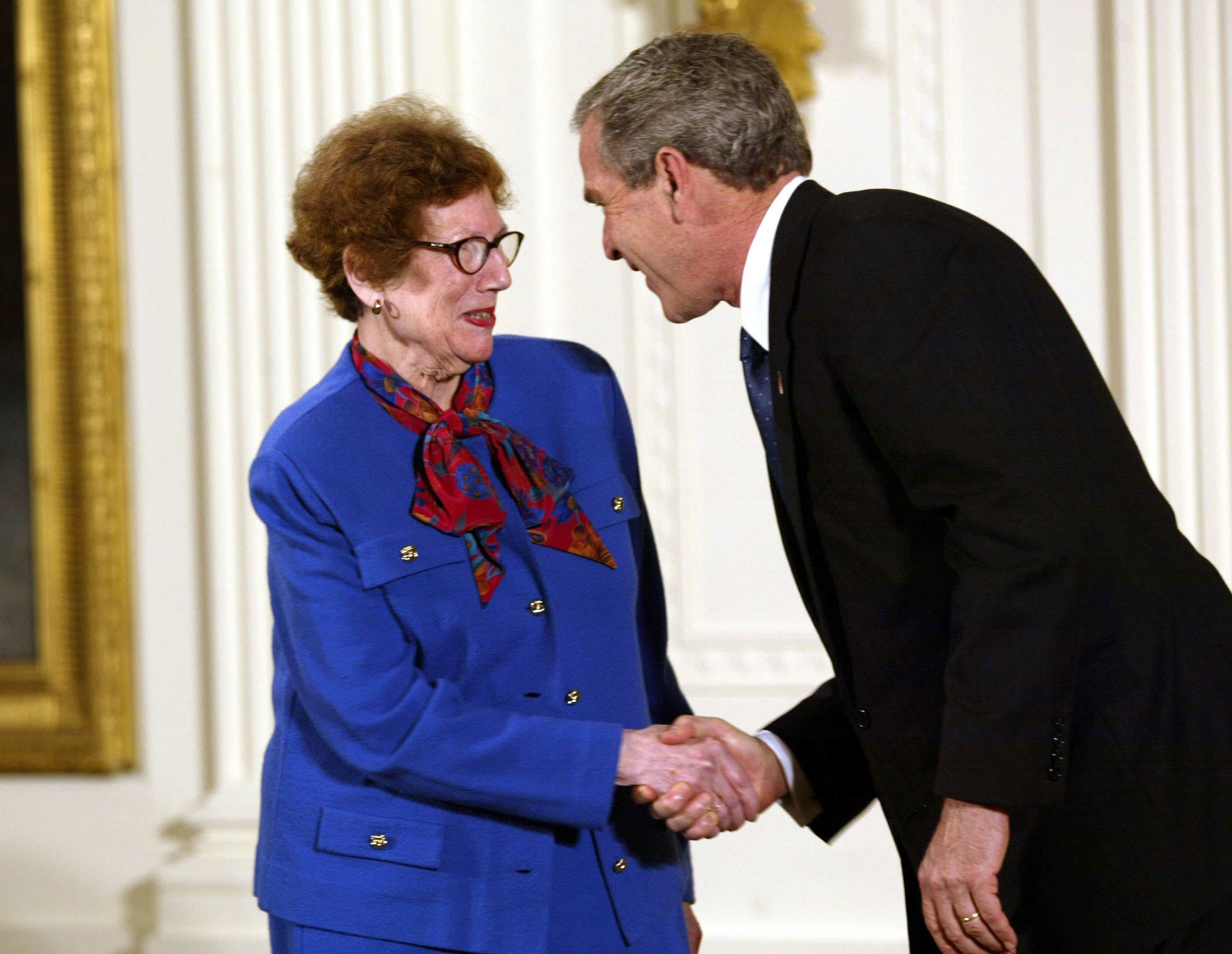
Evelyn M. Witkin recevevant la National Medal of Science du président George W. Bush en 2002.

Evelyn M. Witkin est élue membre de l'Académie nationale des sciences en 1977, devenant l'une des rares femmes de l'époque membre de cette académie.
En 1978, elle devient Fellow de l'Académie américaine des arts et des sciences, de l'Association américaine pour l'avancement des sciences (1980) et de l'American Academy of Microbiology.
En 2000, elle reçoit la médaille Thomas Hunt Morgan (en), puis la National Medal of Science en 2002
En 2015, Evelyn M. Witkin, avec Stephen Elledge, remporte le prix Albert-Lasker pour la recherche médicale fondamentale.